# Notopteris macdonaldi
Notopteris macdonaldi — вид рукокрилих, родини Криланових.

## Морфологія
Морфометрія. Довжина голови й тіла: близько 100 мм, довжина передпліччя: 60—72 мм, хвіст близько 60 мм, вага в середньому 50—60 грам. 

## Поширення, поведінка
Країни поширення: Фіджі, Вануату. Хоча це низовинний вид, він також поширений в гірських лісах на Фіджі (до 1100 м над рівнем моря). Лаштує сідала великими колоніями в печерах. 